# Ехіме (футбольний клуб)
Ехіме (яп. 愛媛FC, Ехіме) — японський футбольний клуб з міста Ехіме, який виступає в Джей-лізі 2.